# Franz Xaver von Haeberl

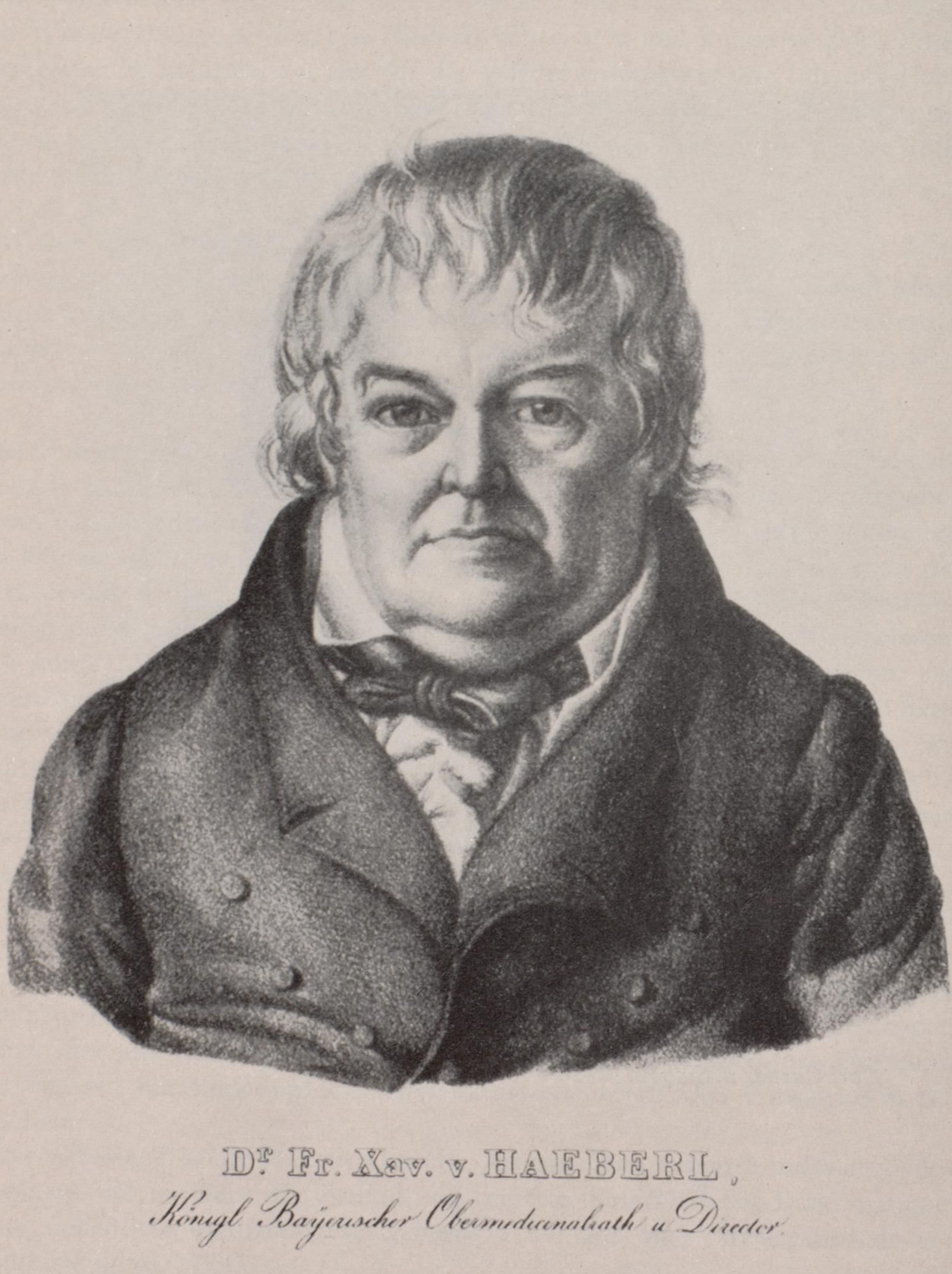
Porträt von Franz Xaver von Haeberl

Franz Xaver Haeberl, ab 1808 von Haeberl (auch Häberl; * 25. März 1759 in Erlkam, heute Ortsteil von Holzkirchen; † 23. April 1846 in Bayerdießen), war ein deutscher Arzt. Er konzipierte das Allgemeine Krankenhaus in München.

## Leben
Haeberl besuchte zunächst die Schule am Kloster Dietramszell, dann in München bis 1778 das kurfürstliche Gymnasium (heute Wilhelmsgymnasium München). Anschließend studierte er an der Universität Ingolstadt Philosophie und Medizin, wobei er die philosophischen Studien als Magister abschloss, das medizinische Studium als Dr. med. mit der Dissertation De febribus annuis et in specie de febri aestiva a. 1783 in nosocom. S. Trinit. Vindob. observata 1784. Zuvor studierte er 1783 bei Maximilian Stoll in Wien am Dreifaltigkeitsspital.
Zunächst unter der Leitung von Ferdinand Maria von Baader tätig, wurde Haeberl 1788 als behandelnder Arzt in den Krankenhäusern zum heiligen „Max“ und zur heiligen Anna in München. Dort stellte er Studien an, wie Krankenhäuser besser zu gestalten sind. Im selben Jahr wurde er in die Königlich-Dänische Medizinische Gesellschaft aufgenommen. Er fasste seine Ideen zur Verbesserung von Krankenhäuser in zwei Schriften und wurde 1801 als ordentliches Mitglied in die Bayerische Akademie der Wissenschaften aufgenommen. 1808 erhielt er den Zivilverdienstorden der Bayerischen Krone.
1808 wurde Haeberl mit seinem entfernten Verwandten Simon von Haeberl von der Bayerischen Krone mit dem Bau des Allgemeinen Krankenhauses München, einer der Vorläufer des Münchner Universitätsklinikums, betraut, welches 1813 fertiggestellt wurde. Nach Fertigstellung war er bis zu seiner Pensionierung 1826 Direktor und dirigierender Arzt des als sehr fortschrittlich geltenden Klinikums.

## Gedenktafel

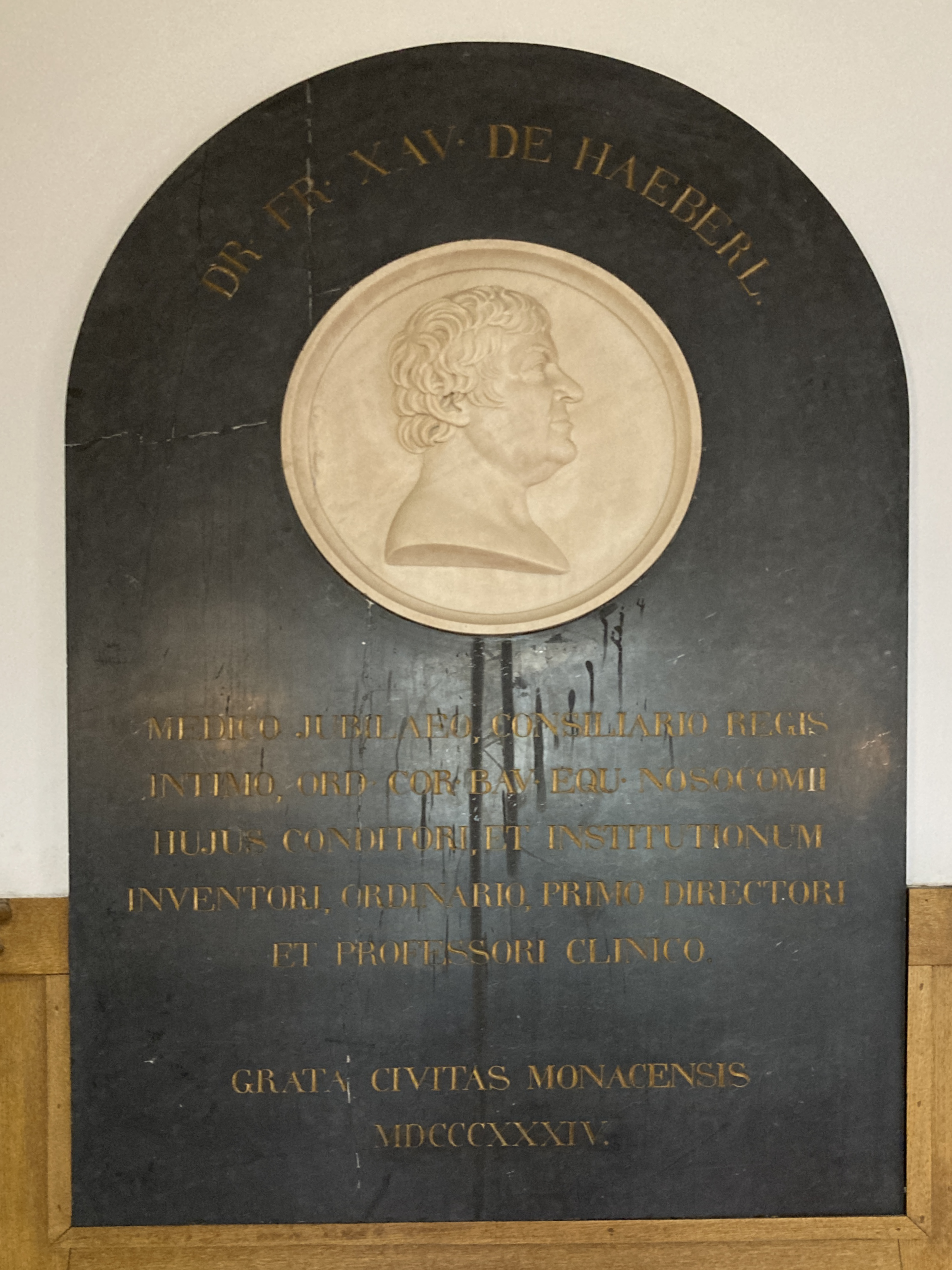
Gedenkplatte für Franz Xaver Haeberl im Eingangsfoyer der Medizinischen Klinik

Im Eingangsfoyer der Medizinischen Klinik in der Ziemssenstraße 1 ehrte die Stadt München mit einer Gedenktafel Franz Xaver von Haeberl für seine Leistungen als erster Direktor der Klinik mit folgender Inschrift:
DR. FR. XAV. DE HAEBERL
MEDICO JUBILAEO, CONSILIARIO REGIS
INTIMO, ORD BAY EQU NOSOCOMII
HUJUS CONDITORI, ET INSTITUTIONUM
INVENTORI, ORDINARIO, PRIMO DIRECTORI
ET PROFESSORI CLINICO.
GRATA CIVITAS MONACENIS MDCCCXXXIV.
Übersetzung (von Dr. Thomas Raff): Dr. Franz Xaver von Haeberl, dem Arzt und Jubilar, kgl. Geheimrat, Ritter des Ordens der bayerischen Krone, Gründer dieses Krankenhauses, Erfinder von Einrichtungen, dem Ordinarius, ersten Direktor und Professor der Klinik. Die dankbare Stadt München 1834.
Das Medaillon mit der Halbbüste von Franz Xaver von Haeberl stammt vom Bildhauer Johannes Leeb. Spiegelbildlich im Eingangsfoyer und in gleicher Machart hängt eine weitere Gedenktafel für Simon von Haeberl, der sich ebenso beim Aufbau des Klinikums Verdienste erwarb.

## Namensgeber für Straße
Nach Franz Xaver Haeberl wurde in München im Stadtteil Isarvorstadt (Stadtbezirk 2 - Ludwigsvorstadt-Isarvorstadt) 1877 die Häberlstraße Lageplan benannt. Sie verbindet den Goetheplatz mit dem Kapuzinerplatz.

## Werke (Auswahl)
- De febribus annuis et in specie de febri aestiva a. 1783 in nosocom. S. Trinit. Vindob. observata, Ingolstadt 1784.
- Entwurf von Verbesserungsanstalten in dem Krankensaale zum heiligen Maximilian bei den barmherzigen Brüdern. München 1794.
- Untersuchung der Mittel, die Hospitalschädlichkeit in ihrem ganzen Umfange, selbst in den grössten allgemeinen Krankenhäusern zu vermeiden, München, 1798 (?).
- Wünschen und Vorschlägen zur Errichtung eines allgemeinen Krankenhauses in München etc., München 1799.
- Vertheidigungsschrift, nebst einem Anhang von Rechtfertigungsbeylagen gegen die anonymen Anfälle im Münchner Intelligenzblatt St. 26, 29, 30 und 31 München den 4ten August 1799, München 1799.
- Abhandlung über öffentliche Armen- und Krankenpflege etc., München 1813.